# Lafraye
Lafraye és un municipi francès, situat al departament de l'Oise i a la regió dels Alts de França. L'any 2007 tenia 346 habitants.

## Demografia

### Població
El 2007 la població de fet de Lafraye era de 346 persones. Hi havia 126 famílies de les quals 16 eren unipersonals (12 homes vivint sols i 4 dones vivint soles), 39 parelles sense fills, 63 parelles amb fills i 8 famílies monoparentals amb fills.
La població ha evolucionat segons el següent gràfic:
Habitants censats

### Habitatges
El 2007 hi havia 134 habitatges, 124 eren l'habitatge principal de la família, 3 eren segones residències i 6 estaven desocupats. 127 eren cases i 6 eren apartaments. Dels 124 habitatges principals, 99 estaven ocupats pels seus propietaris, 18 estaven llogats i ocupats pels llogaters i 8 estaven cedits a títol gratuït; 9 tenien dues cambres, 12 en tenien tres, 32 en tenien quatre i 71 en tenien cinc o més. 98 habitatges disposaven pel capbaix d'una plaça de pàrquing. A 43 habitatges hi havia un automòbil i a 81 n'hi havia dos o més.

### Piràmide de població
La piràmide de població per edats i sexe el 2009 era:
| Homes | Edats   | Dones |
| ----- | ------- | ----- |
| 0     | 95 o +  | 0     |
| 0     | 90 a 94 | 0     |
| 0     | 85 a 89 | 0     |
| 0     | 80 a 84 | 0     |
| 0     | 75 a 79 | 0     |
| 0     | 70 a 74 | 4     |
| 4     | 65 a 69 | 4     |
| 8     | 60 a 64 | 4     |
| 8     | 55 a 59 | 8     |
| 4     | 50 a 54 | 12    |
| 16    | 45 a 49 | 4     |
| 16    | 40 a 44 | 12    |
| 12    | 35 a 39 | 12    |
| 4     | 30 a 34 | 8     |
| 12    | 25 a 29 | 16    |
| 8     | 20 a 24 | 8     |
| 24    | 15 a 19 | 20    |
| 8     | 10 a 14 | 8     |
| 8     | 5 a 9   | 8     |
| 12    | 0 a 4   | 8     |

## Economia
El 2007 la població en edat de treballar era de 246 persones, 188 eren actives i 58 eren inactives. De les 188 persones actives 181 estaven ocupades (101 homes i 80 dones) i 7 estaven aturades (1 home i 6 dones). De les 58 persones inactives 22 estaven jubilades, 14 estaven estudiant i 22 estaven classificades com a «altres inactius».

### Ingressos
El 2009 a Lafraye hi havia 127 unitats fiscals que integraven 355 persones, la mediana anual d'ingressos fiscals per persona era de 21.418 €.

### Activitats econòmiques
Dels 11 establiments que hi havia el 2007, 2 eren d'empreses de construcció, 3 d'empreses de comerç i reparació d'automòbils, 1 d'una empresa de transport, 1 d'una empresa immobiliària, 2 d'empreses de serveis, 1 d'una entitat de l'administració pública i 1 d'una empresa classificada com a «altres activitats de serveis».
Dels 3 establiments de servei als particulars que hi havia el 2009, 1 era un taller de reparació d'automòbils i de material agrícola, 1 paleta i 1 fusteria.
L'any 2000 a Lafraye hi havia 3 explotacions agrícoles que ocupaven un total de 498 hectàrees.

## Equipaments sanitaris i escolars
El 2009 hi havia una escola elemental integrada dins d'un grup escolar amb les comunes properes formant una escola dispersa.

## Poblacions més properes
El següent diagrama mostra les poblacions més properes.